# Đường sắt Yên Trạch – Na Dương
Đường sắt Yên Trạch - Na Dương là một tuyến đường sắt có tổng chiều dài là 30 km được xây dựng năm 1966 thuộc tỉnh Lạng Sơn, Việt Nam. Tuyến đường sắt này bắt đầu từ ga Yên Trạch thuộc huyện Cao Lộc, tỉnh Lạng Sơn và điểm cuối là ga Na Dương, huyện Lộc Bình. Tuyến này có thể kết nối với tuyến đường sắt Hà Nội - Đồng Đăng.